# أورجان بيرغ
أورجان بيرغ (بالبوكمول: Ørjan Berg) (20 أغسطس 1968 ببودو في النرويج - ) هو لاعب كرة قدم نرويجي في مركز الوسط. شارك مع منتخب النرويج لكرة القدم. أما مع النوادي، فقد لعب مع ميونخ 1860 ونادي بازل ونادي بودو/غليمت ونادي روسنبورغ وFC Wettingen ‏.

## وصلات خارجية
- أورجان بيرغ على موقع اتحاد النرويج (النرويجية)
- أورجان بيرغ على موقع قاعدة بيانات كرة القدم.إي يو (الإنجليزية)
- أورجان بيرغ على موقع بيانات كرة القدم. دي إي (الألمانية)
- أورجان بيرغ على موقع ناشيونال فوتبول تيمز (الإنجليزية)